# Epanerchodus subterraneus
Epanerchodus subterraneus är en mångfotingart som beskrevs av Karl Wilhelm Verhoeff 1938. Epanerchodus subterraneus ingår i släktet Epanerchodus och familjen plattdubbelfotingar. Inga underarter finns listade i Catalogue of Life.